# 舍夫琴科韋 (克拉斯諾庫特西克區)
49°59′44″N 35°15′31″E / 49.99556°N 35.25861°E
舍夫琴科韋（烏克蘭語：Шевченкове）是位於烏克蘭東部的村莊，由哈爾科夫州博霍杜希夫區的克拉斯諾庫特斯克市鎮負責管轄。該村始建於1851年，面積0.4平方公里，海拔高度137米，2001年人口21，人口密度每平方公里53人。